# Mesochra paranaensis
Mesochra paranaensis är en kräftdjursart som beskrevs av Jakobi 1954. Mesochra paranaensis ingår i släktet Mesochra och familjen Canthocamptidae. Inga underarter finns listade i Catalogue of Life.